# Jezioro Straszyńskie
Jezioro Straszyńskie (Straszyński Zbiornik Wodny) (kaszb. Jezoro Straszińsczé) – zbiornik retencyjny w Polsce położony na wschodnim krańcu Pojezierza Kaszubskiego („Obszar Chronionego Krajobrazu Doliny Raduni”) w województwie pomorskim, w powiecie gdańskim, na terenie gminy Kolbudy (Bąkowa) i gminy Pruszcz Gdański (Straszyna). Południowym brzegiem jeziora prowadzi trasa zawieszonej obecnie linii kolejowej Pruszcz Gdański-Stara Piła-Kartuzy. Zbiornik został utworzony w roku 1910 (o długości 3 kilometrów, szerokości od 0,3 do 0,5 kilometra), znajduje się na wysokości ok. 42 m n.p.m., na zachód od Straszyna i stanowi od roku 1983 ujęcie wody pitnej dla południowych dzielnic Gdańska. Do wczesnych lat 70. funkcjonował nad jeziorem ośrodek wypoczynkowy Stoczni Gdańskiej. W pobliżu elektrowni wodnej zrealizowano sesję zdjęciową do jednego z odcinków serialu 07 zgłoś się.
Ogólna powierzchnia: 75 ha, maksymalna głębokość: 5 m.